# Christoph Eschenbach
Christoph Eschenbach (Breslau (Polònia), 20 de febrer, 1940), és un pianista i director d'orquestra alemany.

## Joventut
Eschenbach va néixer a Breslau, Alemanya (ara Wrocław, Polònia), com a Christoph Ringmann. Els seus pares eren Margarethe (de soltera Jaross), una cantant i professora de piano, i Heribert Ringmann, professor de música a Breslau. Va quedar orfe durant la Segona Guerra Mundial. La seva mare va morir donant-lo a llum; el seu pare, un antinazi políticament actiu, va ser enviat al front oriental com a part d'un batalló de càstig nazi on va morir. La seva àvia el cuidava, però va morir a l'hivern de 1945/46 en un camp de refugiats a Mecklenburg. Com a conseqüència d'aquest trauma, Eschenbach no va parlar durant un any, fins que li van preguntar si volia tocar música. Wallydore Eschenbach (de soltera Jaross), cosí de la seva mare, el va adoptar el 1946 i va començar a ensenyar-li a tocar el piano des de 1948 fins a 1959. Va viure amb Wallydore i el seu marit Wolfram Eschenbach a Wismar, després a Neustadt a Holstein. Als 11 anys, va assistir a un concert dirigit per Wilhelm Furtwängler que va tenir un gran impacte en ell. El 1955, Eschenbach es va matricular a la "Musikhochschule" de Colònia, estudiant piano amb Hans-Otto Schmidt-Neuhaus i direcció amb Wilhelm Brückner-Rüggeberg. També va completar el seu Abitur a l'Einhard-Gymnasium d'Aquisgrà el 1959. Després va estudiar a la "Hochschule für Musik und Theatre" d'Hamburg amb Eliza Hansen (piano) i Wilhelm Brückner-Rüggeberg (direcció).

## Carrera musical
Com a pianista, [6] Eschenbach ha guanyat nombrosos premis de primer lloc del concurs de piano, inclòs el primer premi al Concurs Clara Haskil de Vevey, Suïssa el 1965. El 1964, va fer el seu primer enregistrament (de Mozart) per a Deutsche Grammophon i va signar. un contracte amb l'etiqueta. Eschenbach va continuar estudiant direcció amb George Szell, amb qui va treballar durant més de tres anys. A més, va comptar amb Herbert von Karajan com a mentor. Com a pianista, és especialment conegut pels seus enregistraments de Schubert i Mozart, aquest darrer sovint juntament amb Justus Frantz. Amb ell i amb Tzimon Barto va tocar música de piano a quatre mans o dos pianos de cua.
El 1981, Eschenbach es va convertir en director convidat principal de l'Orquestra Tonhalle de Zuric, i va ser director titular de 1982 a 1986. Va ser codirector artístic del Festival de Música del Pacífic de 1992 a 1998. Va ser director en cap de l'Orquestra Simfònica NDR d'Hamburg. del 1998 al 2004. Va ser director artístic del "Schleswig-Holstein Musik Festival" des del 1999 fins al 2003, i va esdevenir director titular de l'Orquestra del Festival de Schleswig-Holstein el 2003. Del 2000 al 2010, Eschenbach va ser director musical de l'Orquestra de París. [7]
Als Estats Units, Eschenbach va ser director musical de l'Orquestra Simfònica de Houston des de 1988 fins a 1999. L'orquestra va fer una gira per Japó i Europa sota el seu mandat i va fer diversos enregistraments amb Koch International Classics i RCA. En honor als seus èxits i el seu mandat amb la Simfònica de Houston, la Ciutat de Houston va col·locar una estrella commemorativa de bronze amb el seu nom davant de Jones Hall, la casa d'actuació de la Simfònica de Houston. [8] Va ser director musical del Festival de Ravinia de 1994 a 2005.
Eschenbach ha realitzat més de 80 enregistraments com a solista de piano, director o tots dos, ha aparegut en diversos documentals de televisió i ha realitzat nombrosos concerts per a diferents cadenes europees, japoneses i nord-americanes. A Eschenbach se li atribueix l'ajuda i el suport a joves músics talentosos en el seu desenvolupament professional, com ara la soprano Renée Fleming, els pianistes Tzimon Barto i Lang Lang, els violoncel·listes Claudio Bohórquez i Daniel Müller-Schott i la soprano Marisol Montalvo.

## Orquestra de Filadèlfia
Eschenbach es va convertir en el setè director musical de l'Orquestra de Filadèlfia l'any 2003. El seu nomenament va generar polèmica perquè, en el moment de l'anunci, Eschenbach no dirigia l'orquestra en més de quatre anys i es percebia una manca de química personal entre ell i els músics. [9][10][11] Un músic de l'orquestra havia declarat, després de l'anunci:
"Quan es va proclamar aquest anunci després d'una reunió de mitja hora amb nosaltres, no hi va haver aplaudiments; hi va haver crítiques', va recordar un músic de l'Orquestra de Filadèlfia. Un membre del comitè de recerca es va aixecar i va dir: "Tu" Ja veurà, t'agradarà".
"L'orquestra es va sorprendre per l'actitud perquè no hi havia reunió per comprovar el que pensàvem", va dir el músic. 'No hi havia química amb Eschenbach. Feia quatre o cinc anys que no ens dirigia i entre 20 i 30 persones no havien tocat mai amb ell."
 [9]
En un article de 2004, Eschenbach va intentar restar importància a aquestes declaracions i va assenyalar el seu propi estil d'interpretació:
"Prefereixo tenir tempos flexibles i no ser fixos. Els tempos més ràpids tendeixen a cortejar la superficialitat." 
[12]
A mig termini, el seu contracte inicial de 3 anys es va renovar fins al 2008.
No obstant això, l'octubre de 2006, l'orquestra i Eschenbach van anunciar que conclouria el seu mandat a Filadèlfia al tancament de la temporada 2007-2008. En les setmanes prèvies a la seva marxa, els crítics musicals de Philadelphia Inquirer, Peter Dobrin i David Patrick Stearns van produir articles contrastats si havia de ser retingut o no, amb Dobrin suggerint que Eschenbach hauria de seguir endavant 
```
[13] i Stearns argumentant que Eschenbach hauria de romandre. [14. ] S'han emès altres crítiques dures al mandat d'Eschenbach a Filadèlfia.[15]
```

Després de l'anunci, Dobrin a l'Inquirer va escriure que el mandat d'Eschenbach a Filadèlfia ha estat difícil per a molts músics:
"En tres temporades, Eschenbach i l'orquestra han produït un grapat de concerts brillants. Amb més freqüència, però, els seus assajos i actuacions han suscitat una llarga llista de queixes dels músics: perdre's en la partitura als concerts; dirigir assajos desorganitzats i després preguntar, per a hores extres; i insistint en una precipitació peculiar i un alentiment dels tempos."
[16]
El document també va citar una sèrie d'èxits, com ara un nou contracte de gravació i el nomenament de nou músics, quatre dels quals eren directors. A més, Eschenbach ha rebut elogis pel seu treball en la recaptació de fons per a l'orquestra. [17][18]

Després de l'anunci i l'article de Dobrin's Inquirer, "The Philadelphia Orchestra Association" va publicar una carta al seu lloc web, amb data 27 d'octubre de 2006, que també es va enviar per correu electrònic als patrons de l'orquestra. Una cita d'aquesta carta va condemnar les crítiques de Dobrin:
"Nosaltres, i molts de la comunitat, sentim que en la cobertura de premsa recent hi ha hagut atacs personals al mestre Eschenbach, juntament amb insinuacions negatives sobre la seva relació amb l'Orquestra de Filadèlfia... Aquest tipus de comentaris sobre el mestre Eschenbach i la nostra orquestra són ridícul, ofensiu i difamatori. Tota la nostra família d'orquestra està profundament decebuda quan els periodistes informen de la notícia d'una manera tan desagradable."
[19] Dobrin, al seu torn, va respondre en un article de "Philadelphia Inquirer" del 29 d'octubre de 2006 citant un dels seus articles de 2001 en Inquirer al voltant del moment de l'anunci d'Eschenbach: "... deixa'm citar una cosa que vaig escriure el març de 2001 que podria ser un recordatori important sobre com vam arribar a aquest lloc perillós:
"A molts músics va afectar com el sobtat sord del pragmatisme, aquesta decisió al gener de contractar Eschenbach com a setè director musical de l'orquestra, a partir del setembre de 2003. En una reunió per anunciar la decisió, els jugadors van respondre amb silenci. Sense aplaudiments, sense trepitjos entusiasmats. Silenci. I aleshores va sorgir el ressentiment.
Un músic va utilitzar la paraula "decepcionat". Un altre va dir que se sentia "traït"..."
 [11]
Això contrasta amb els informes anteriors de com els músics "havien contribuït" en l'elecció de l'anterior director musical de Filadèlfia, Wolfgang Sawallisch. [20] A més, el nou president de l'orquestra (a partir del 2006), James Undercofler, havia parlat amb músics de l'orquestra i li havia explicat a Eschenbach aquest resum de les seves discussions amb ells:
"-que el 80 per cent dels músics no estaven d'acord amb les seves interpretacions artístiques;
-que el 80 per cent dels músics van sortir dels concerts amb una gran ràbia;
-i que l'orquestra era una "bomba de rellotgeria". [21]

En un article de Cragg Hines al diari "The Washingtonian" l'1 de desembre de 2009 es va citar Eschenbach:
"Van dir que hi havia una enquesta a tota l'orquestra i més del 80 per cent de l'orquestra estava en contra meva. Vaig preguntar a la direcció: '¿era cert?' i li van dir: "Sí, és veritat". No era del tot cert. Com vaig saber una mica més tard, aquesta enquesta no va passar mai […] Tots els músics es van lamentar molt, moltíssim que [es] s'informava així".

En un article de 2007, Mark Swed del "Los Angeles Times" ha escrit sobre la situació de l'Orquestra d'Eschenbach/Philadelphia:
"{Eschenbach} és un dels millors músics del món i reconegut com a tal. Té idees. Té gustos sofisticats. És cosmopolita. És un intèrpret apassionant. Els seus companys parlen d'ell amb afecte i és un acompanyant favorit dels cantants...Llavors, què passa? Gairebé tot. És ben sabut que l'orquestra es va oposar a la contractació d'Eschenbach. Feia cinc anys que no dirigia a Filadèlfia quan es va fer el nomenament, i es va filtrar una nota a la premsa amb 75 signatures de músics demanant a la direcció que ajornés qualsevol decisió fins que l'orquestra tingués l'oportunitat de treballar amb ell. Des del principi, la relació va començar amb el peu equivocat...Però l'orquestra de Filadèlfia no ha estat precisament transformada per Eschenbach. He estat escoltant informes de múics que semblaven avorrits a l'escenari. El públic surt durant les actuacions. Fins i tot fa dos anys, en la meva última visita a Verizon Hall, l'atmosfera era palpablement desagradable."
[22]
En un article de juny de 2007, Stearns va informar que Eschenbach comentava sobre la gestió de l'Orquestra de Filadèlfia de la següent manera:
"La direcció en ambdós casos [París i Filadèlfia], em sap greu, és aficionada"...."La direcció sap el que penso... no és un secret".
 [7]
En un article de juliol de 2007, Dobrin va subratllar que els problemes en la relació Eschenbach/Orquestra de Filadèlfia no estaven relacionats amb la personalitat, sinó amb la qualitat musical:
"Tot i que molts es neguen a creure-ho, el factor que ha minat el mandat de Christoph Eschenbach no és la personalitat. És un noi encantador; ell i els jugadors tenen una relació cordial fora de l'escenari. El problema és la música. Si el 80 per cent dels músics se'n van dels concerts enfadats, com Eschenbach va dir als músicsque li havia dit el president James Undercofler, això és corrosiu per a la música i la institució."
[23]
L'agost de 2007, l'orquestra va anunciar períodes perquè, estès com a director convidat Eschenbach amb el conjunt durant les temporades 2008–2009 i 2009–2010, després de la conclusió del seu mandat com a director musical.[24][25]

## Carrera posterior
El setembre de 2008, l'Orquestra Simfònica Nacional (NSO) va nomenar Eschenbach com el seu sisè director musical, amb efecte a la temporada 2010–2011, així com el recentment creat director musical del "Kennedy Center". [26] Al setembre de 2011, la NSO i el Kennedy Center van anunciar l'extensió del contracte d'Eschenbach fins a la temporada 2014-2015. [27] El març de 2014, les organitzacions van anunciar una ampliació del contracte d'Eschenbach fins a la temporada 2016-2017. [28] El febrer de 2015, la NSO va anunciar que Eschenbach havia de concloure el seu mandat com a director musical de la NSO al final de la temporada 2016-2017. Posteriorment, Eschenbach va prendre el títol de director llorejat de la NSO. [29]
El novembre de 2017, la Konzerthausorchester Berlin va anunciar el nomenament d'Eschenbach com a proper director en cap, amb efecte a la temporada 2019-2020, amb un contracte inicial de 3 anys. [30] El juliol de 2021, la Konzerthausorchester Berlin va anunciar l'extensió del contracte d'Eschenbach fins a la temporada 2022-2023. [31] Va renunciar al càrrec de Konzerthausorchester Berlín al tancament de la temporada 2022-2023. [32]

## Honors i premis
- Pacific Music Festival, premi Leonard Bernstein
- Agost de 2002: Creu de Cavaller Comandant de l'Orde al Mèrit de la República Federal Alemanya
- Octubre 2002: Legió d'Honor de França
- Juny 2006: Cavaller de França Orde de les Arts i les Lletres
- 2010: Orde del Mèrit de Schleswig-Holstein
- 2015: Premi Ernst von Siemens